# Prédiction de gènes
En bio-informatique, la prédiction de gènes consiste à identifier les zones de l'ADN qui correspondent à des gènes (le reste étant non codant).

## Deux approches

### Prédiction par similitude
Les méthodes par similitudes, aussi appelées méthodes par homologie ou méthodes extrinsèques, consistent à utiliser des informations extérieures au génome pour trouver les gènes. Plus précisément, ces méthodes consistent à comparer la séquence étudiée avec des séquences connues, rassemblées dans les bases de données. Par exemple les séquences associées à des marqueurs de séquence exprimée ou des ARN messagers sont utilisées.
Comme les séquences peuvent être proches mais rarement égales, on utilise en plus des algorithmes d’alignement de séquences, comme l'algorithme de Smith-Waterman ou l'heuristique BLAST.

### PrédictionAb Initio
Les prédictions Ab Initio, aussi appelées De Novo ou intrinsèques, sont des méthodes qui ne travaillent que sur la séquence elle-même. De façon générale il y a deux propriétés qui permettent de trouver un gène : 
- les signaux, qui sont des séquences particulières caractéristiques des gènes, par exemple les promoteurs et les codon-stop[2];
- L'analyse de la composition statistique des séquences. La pression de sélection qui s'exerce sur les génomes induit la présence de biais de composition qui sont différents suivant la nature des séquences : exons, introns, régions intergéniques, hétérochromatine... On peut utiliser ces biais a posteriori pour prédire à quelle classe de séquence appartient une région donnée du génome. Ces analyses reposent sur la modélisation des séquences avec des modèles de Markov cachés et la recherche est basée sur l'algorithme de Viterbi.